# Border Force

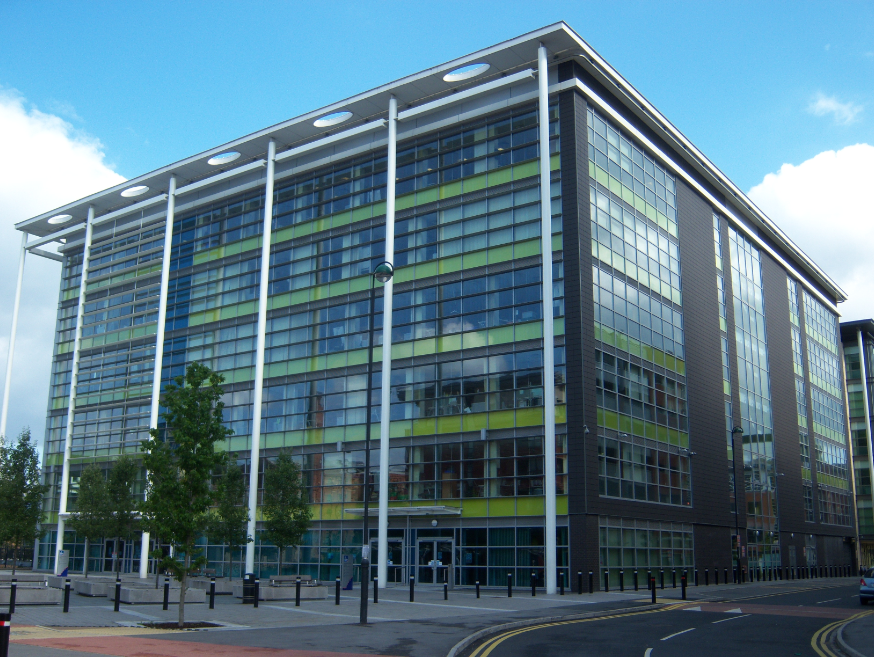
Home Office in Sheffield

Die Border Force ist eine Sicherheitsbehörde des britischen Home Office, welche für die Sicherung der Landesgrenzen des Vereinigten Königreichs zuständig ist. Die Behörde führt Einreise- und Zollkontrollen an 140 Bahn-, Luft- und Seehäfen in Großbritannien durch. Hinzu kommen einige hundert kleinere Häfen und Flughäfen.
Border Force Officers sind keine Polizeibeamten. Dennoch sind höhere Officers befugt, verhaltensauffällige Personen, unter Sektion 2 des Borders Act von 2007, festzunehmen und bis zum Eintreffen der Polizeibeamten in Gewahrsam zu behalten. Diese Befugnisse gelten auch an den Kontrollpunkten in Belgien und Frankreich.

## Geschichte
Die Border Force entstand am 1. März 2012 durch die Auflösung der vorhergehenden Behörde UK Border Agency, die wiederum am 1. April 2008 durch den Zusammenschluss der  Border and Immigration Agency (BIA), UKvisas und Einheiten von Her Majesty's Revenue and Customs entstanden war.

## Zuständigkeiten
- Überprüfung des Einwanderungsstatus der Personen, die im Vereinigten Königreich ankommen und abreisen.
- Durchsuchen von Gepäck, Fahrzeugen und Fracht nach illegalen Waren oder illegalen Einwanderern.
- Patrouillieren und Sichern der britischen Küste.
- Sammeln von Informationen und Benachrichtigung der Sicherheitsdienste über ungewöhnliche Aktivitäten.

## Organisation
Border Force verfügt über fünf Einsatzgebiete: Central, Heathrow, Norden, Südost und Europa. Die Aufgaben der Einsatzgebiete sind vielfältig. Neben der eigentlichen Grenzsicherung werden Personen, Güter, Post und Schienenverkehr einschließlich des Eurostar von Brüssel und Paris nach St Pancras International und der Eurotunnel von Coquelles nach Folkestone überwacht.

## Ausstattung
Die Behörde verfügt an den 140 Bahn-, Luft- und Seehäfen u. a. über Überwachungseinrichtungen wie Metalldetektoren, Röntgenanlagen und auch verschiedenste Einsatzfahrzeuge. Für den Einsatz an den Küsten verfügt sie über insgesamt elf größere Boote.
Boote
| Boot          | Klasse                  | Indienststellung | Verdrängung | Typ                         | Heimathafen | Anmerkungen       |
| ------------- | ----------------------- | ---------------- | ----------- | --------------------------- | ----------- | ----------------- |
| HMC Seeker    | UKBF 42m Customs Cutter | 2001             | 257 t       | Cutter                      |             |                   |
| HMC Searcher  | UKBF 42m Customs Cutter | 2002             | 257 t       | Cutter                      |             |                   |
| HMC Vigilant  | UKBF 42m Customs Cutter | 2003             | 257 t       | Cutter                      |             |                   |
| HMC Valiant   | UKBF 42m Customs Cutter | 2004             | 257 t       | Cutter                      |             |                   |
| HMC Protector | Telkkä-Klasse           | 2014             | 434 t       | Cutter                      | Portsmouth  | [ 2 ]             |
| HMC Active    | 20m RIB                 | 2016             | 31 t        | Coastal Patrol Vessel (CPV) |             | [ 3 ] [ 4 ] [ 5 ] |
| HMC Alert     | 20m RIB                 | 2016             | 31 t        | Coastal Patrol Vessel (CPV) |             | [ 3 ] [ 4 ] [ 5 ] |
| HMC Eagle     | 20m RIB                 | 2016             | 31 t        | Coastal Patrol Vessel (CPV) |             | [ 3 ] [ 4 ] [ 5 ] |
| HMC Nimrod    | 20m RIB                 | 2016             | 31 t        | Coastal Patrol Vessel (CPV) |             | [ 3 ] [ 4 ] [ 5 ] |
| HMC Hunter    | 20m RIB                 | 2018             | 31 t        | Coastal Patrol Vessel (CPV) |             | [ 6 ]             |
| HMC Speedwell | 20m RIB                 | 2018             | 31 t        | Coastal Patrol Vessel (CPV) |             | [ 6 ] [ 7 ]       |

## Beispielhafte Bilder der Boote

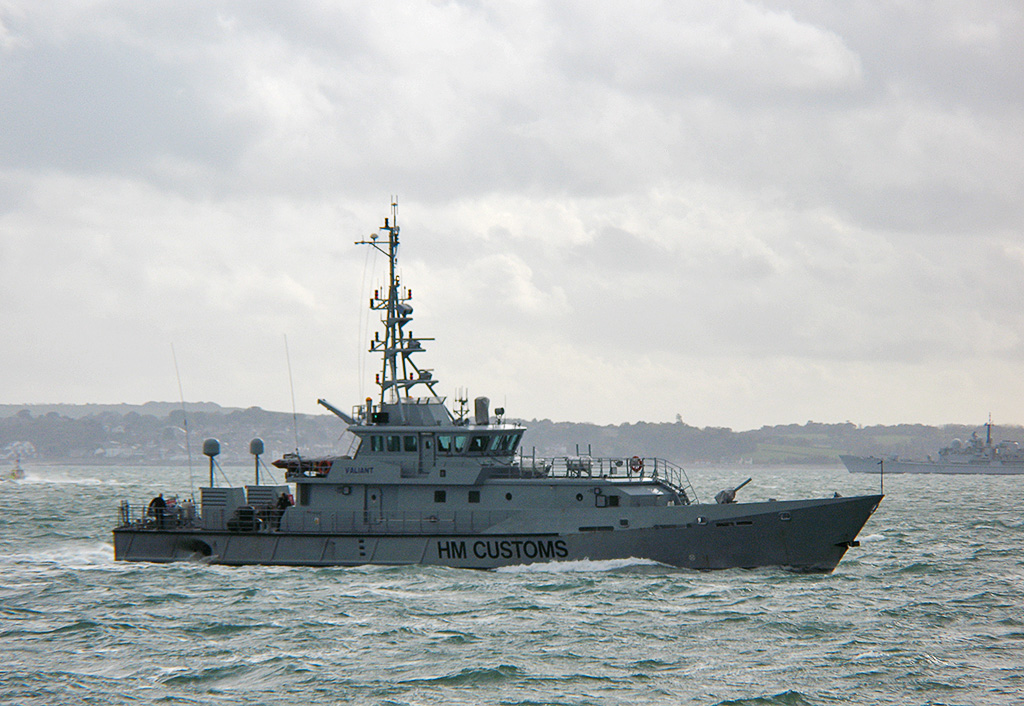
HMRC Valiant des Britischen Zolls 2008
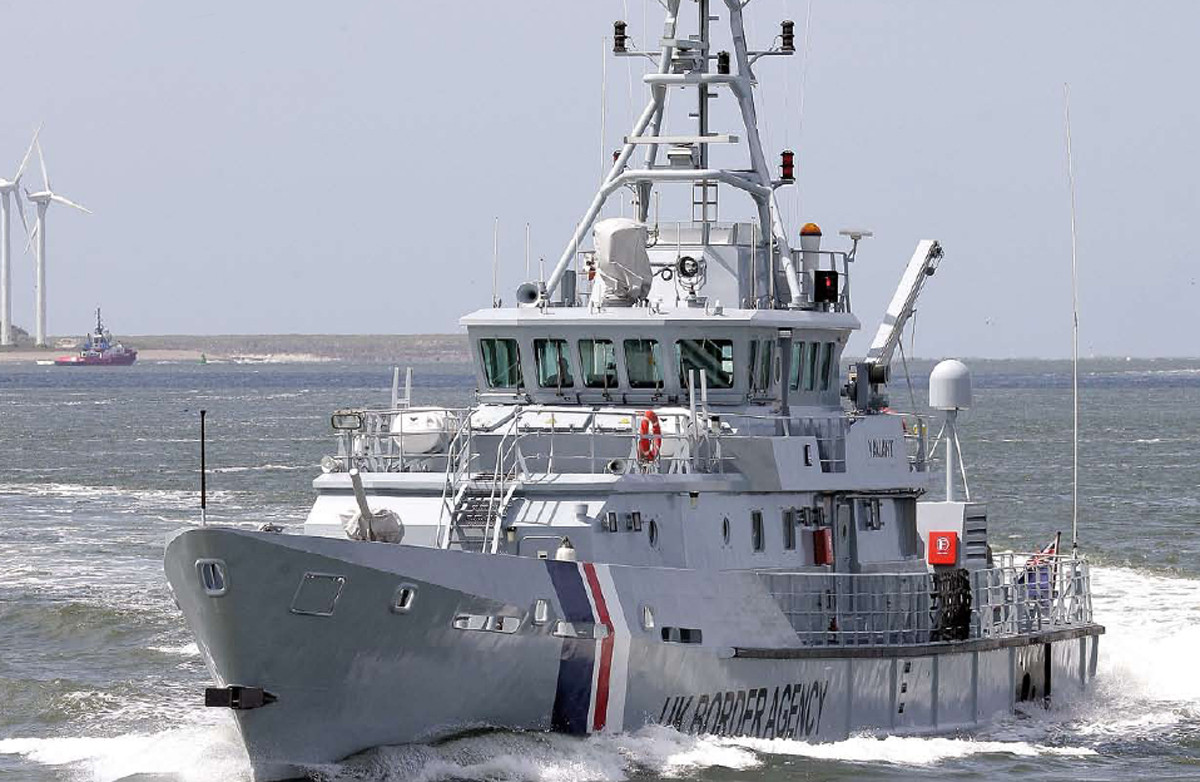
… nun als HMC Valiant der Border Agency 2011 (UKBF 42m Customs Cutter)
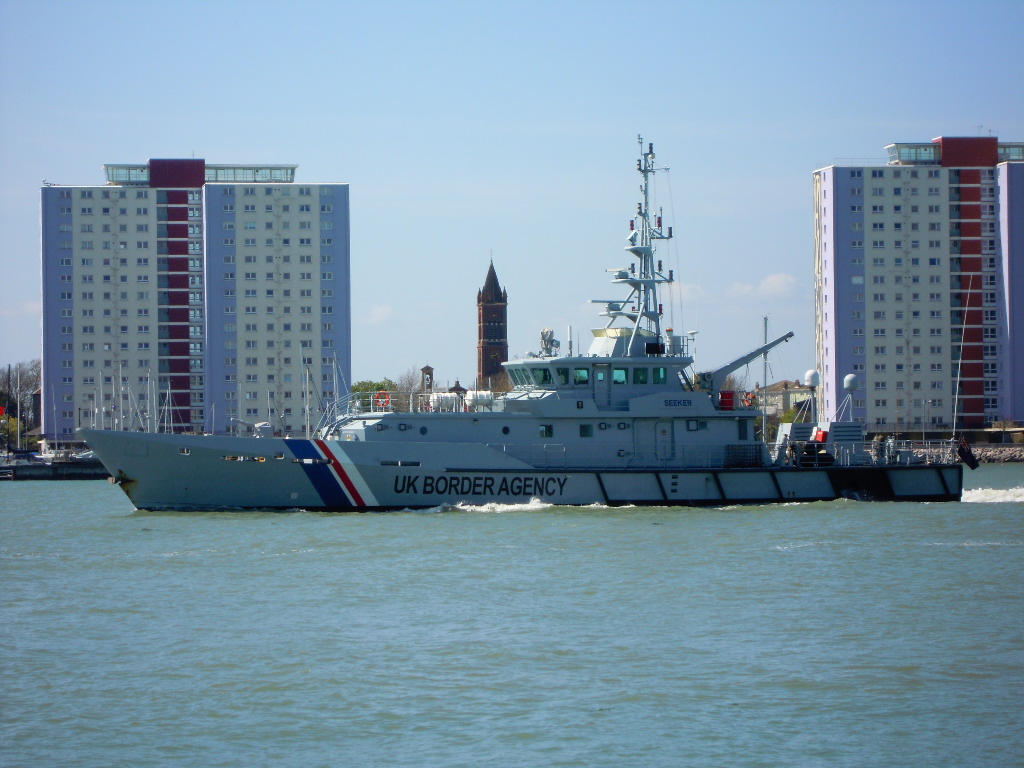
HMC Seeker (UKBF 42m Customs Cutter)
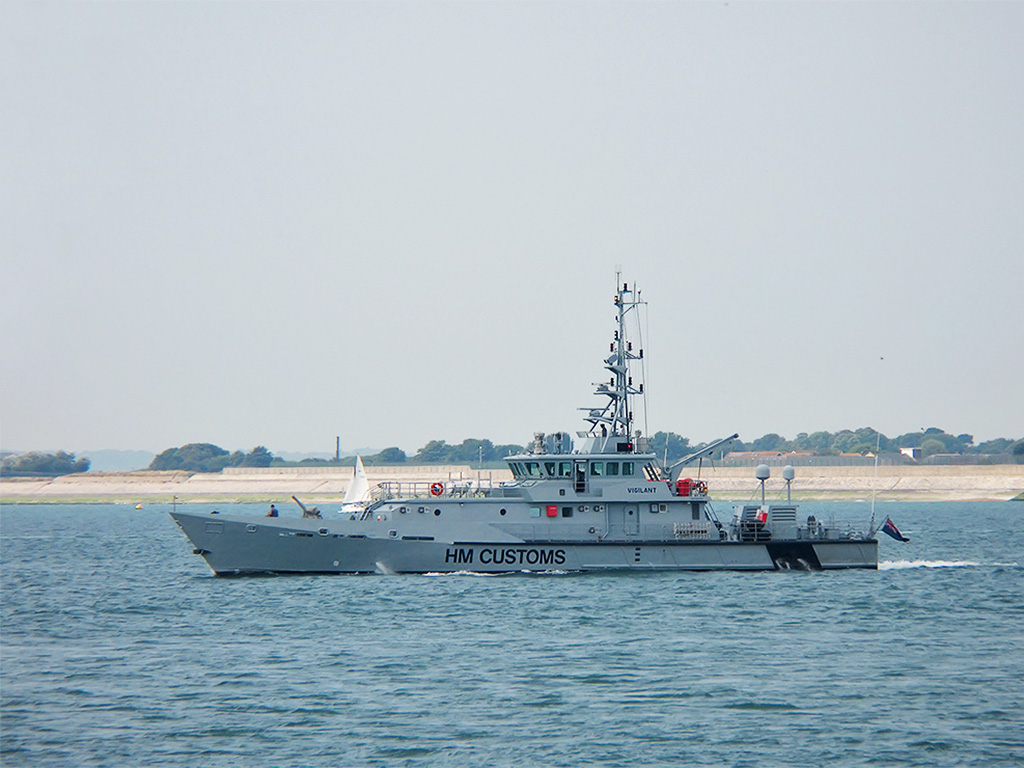
HMC Vigilant (UKBF 42m Customs Cutter)
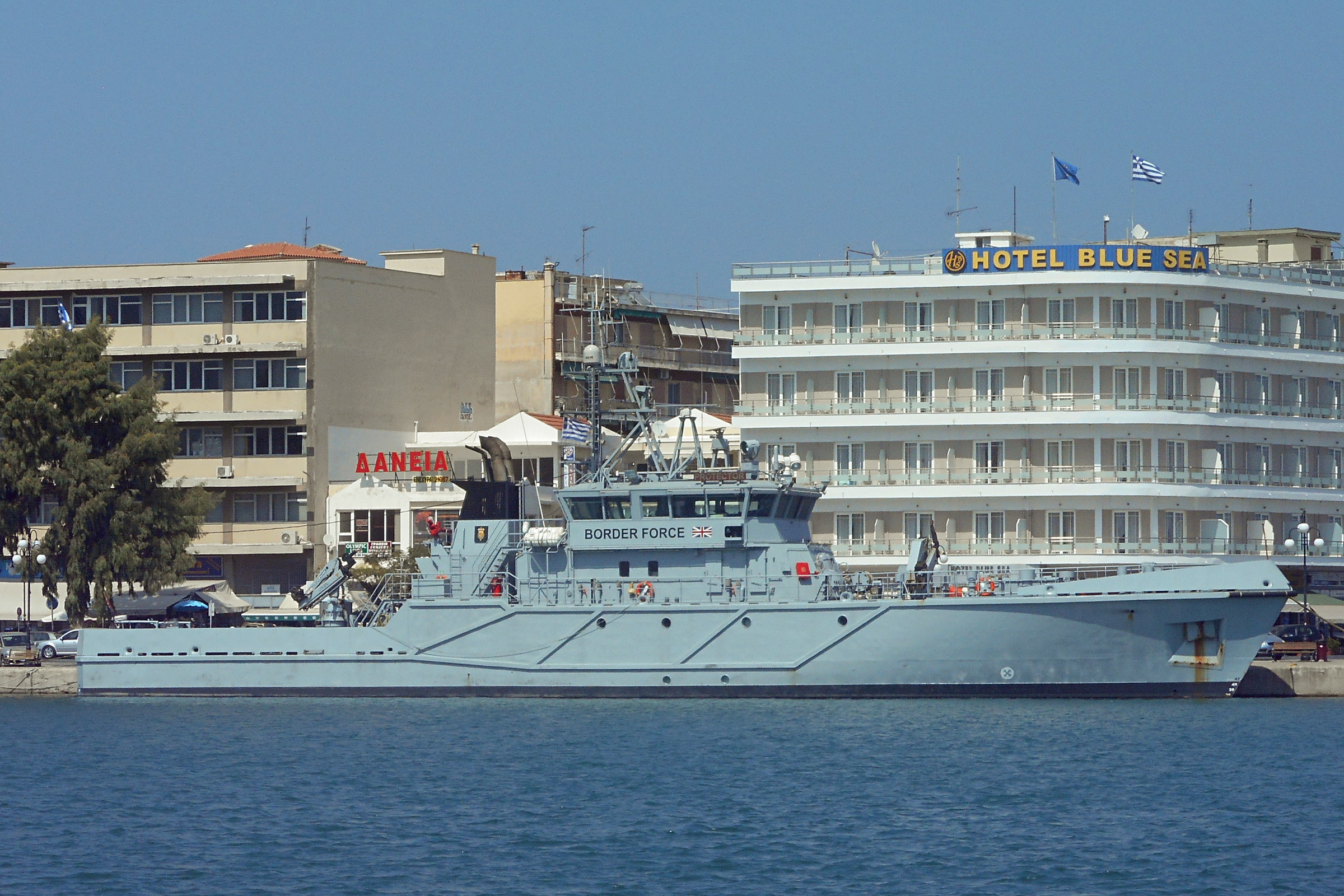
HMRC Protector (Schiff der Telkkä-Klasse)
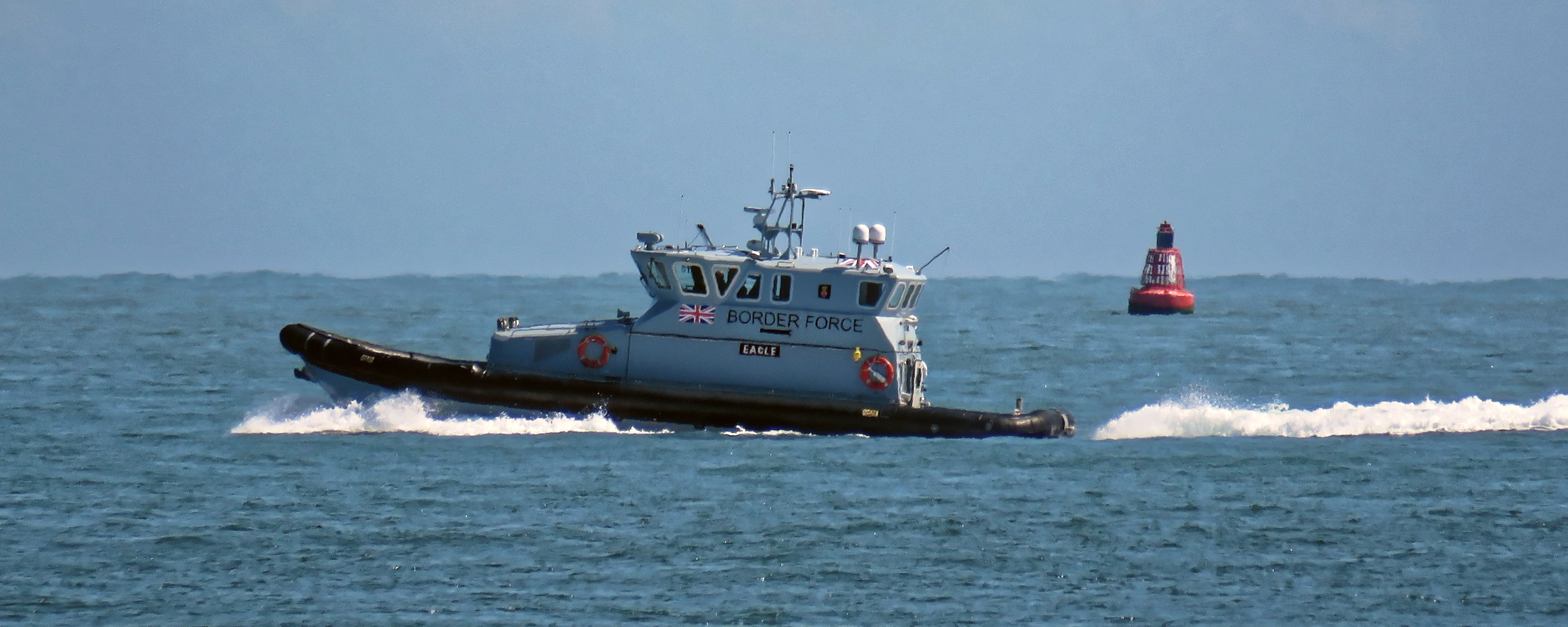
HMC Eagle vor Broadstairs, Kent, 2016 (CPV)